# Descens crioscòpic

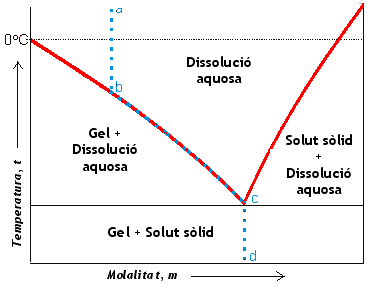
Diagrama de fases d'una dissolució aquosa

El descens crioscòpic és la disminució de la temperatura de congelació que experimenta una dissolució en comparació amb la temperatura de congelació del dissolvent pur.
Totes les dissolucions en què, en refredar-se, el dissolvent solidifica pur sense el solut, tenen una temperatura de congelació inferior a la del dissolvent pur. La magnitud del descens crioscòpic, ∆Tc, ve donada per la diferència de temperatures de congelació (o de fusió) del dissolvent pur i de la dissolució, Tf*, i Tf, respectivament:
{\displaystyle \Delta T_{c}=T_{\rm {f}}^{*}-T_{\rm {f}}\,}
El descens crioscòpic és una de les propietats col·ligatives i, com la resta d'aquestes propietats, la magnitud del descens només depèn de la relació entre el nombre de partícules de solut i les de dissolvent. Per tant, per a un dissolvent determinat, molt freqüentment l'aigua, només depèn del nombre de partícules de solut dissolt i no de la seva naturalesa. Qualsevol solut, a igual molalitat, produeix el mateix efecte. Per exemple, el descens crioscòpic produït en afegir glucosa a una dissolució és equivalent al que s'aconsegueix en afegir igual massa de fructosa en lloc de glucosa, ja que al tractar-se de substàncies de massa molecular idèntica el nombre de partícules afegit a la dissolució seria exactament el mateix, malgrat ser sucres de naturalesa distina.
A la figura adjunta es representa el diagrama de fases d'una dissolució aquosa. Si una dissolució aquosa es troba en el punt a i es redueix la temperatura es congelarà parcialment en el punt b, per sota de la temperatura de 0 °C, corresponent a l'aigua pura. S'observa que la temperatura de congelació de la dissolució disminueix a mesura que augmenta la molalitat, la concentració de la dissolució, seguint una corba descendent. La congelació serà parcial, ja que congela primer part de l'aigua, quedant-ne una altra sense congelar on es concentra el solut. Aquesta major concentració produeix un descens crioscòpic addicional en la part no congelada que, si la temperatura segueix baixant tornarà a congelarse parcialment, repetin-se aquest procés de congelació-parcial-concentració-descens crioscópic addicional al llarg de la corba b-c, fins a arribar al punt eutèctic de la mescla, representat com c, on l'increment de concentració del solut ja no produeix nou descens crioscòpic i solidifica el conjunt.
Les primeres investigacions sobre aquest fenomen es deuen al químic francès François Marie Raoult i daten del 1882. Raoult aconseguí una equació experimental que reprodueix bé les dades que s'obtenen a baixes concentracions on la corba s'aproxima a una recta. Altres científics, entre els quals destaquen Jacobus van' t Hoff, Wilhelm Ostwald i Ernst Otto Beckmann, ampliaren posteriorment els estudis sobre el descens crioscòpic.
L'aplicació del descens crioscòpic fou essencial per a l'estudi de les propietats de les substàncies, ja que permet la determinació de les seves masses moleculars de forma precisa. També fou fonamental per a la confirmació de la teoria de la dissociació electrolítica d'Arrhenius i per a la determinació de coeficients d'activitat.
El descens crioscòpic ha trobat aplicacions pràctiques fora dels laboratoris d'investigació, en l'ús d'anticongelants per evitar que els circuits de refrigeració dels motors dels vehicles o els combustibles mateixos es congelin quan les temperatures baixen durant els hiverns, per a la determinació de l'adulteració de la llet amb aigua, per a la preparació de dissolucions a la indústria farmacèutica, per a anàlisis clíniques de sang, orina, etc.

## Història
El químic francès François Marie Raoult estudià les propietats de les dissolucions amb diversos dissolvents, com aigua, benzè i àcid acètic, i publicà els seus resultats el 1882. En aquest treball, explicà que els soluts disminueixen les temperatures de congelació de les solucions i que la variació de temperatura experimentada només és proporcional a la quantitat de solut dissolt, expressada en fracció molar, i no depèn de la seva naturalesa.
Amb aquestes investigacions, Raoult posà a l'abast dels químics un nou mètode analític de determinació de masses moleculars de substàncies dissoltes. Així la llei de Raoult del descens crioscòpic es convertí en el mètode més útil, després d'haver estat millorat per l'alemany Ernst Otto Beckmann, per a la determinació de masses moleculars de substàncies orgàniques. També els treballs de Raoult foren utilitzats per Jacobus van' t Hoff i Wilhelm Ostwald, entre altres químics, en suport de la hipòtesi de la dissociació electrolítica en les dissolucions i permeteren a Svante August Arrhenius disposar de proves experimentals per a la seva teoria de la dissociació electrolítica.
Jacobus Henricus van 't Hoff realitzà un estudi sistemàtic de les propietats col·ligatives de les dissolucions que publicà el 1885. En aquest treball observà que un extens grup de dissolucions no obeïen les lleis simples que havia descobert Raoult, ni tan sols a altes dilucions. Aquestes anomalies, que eren excepcionalment elevades en el cas de molts d'electròlits, conduïren a van't Hoff a introduir l'anomenat Factor de van't Hoff, un factor empíric que intenta corregir l'equació de Raoult per poder-la aplicar a electròlits.
Raoult també donà nom a aquesta nova tècnica analítica a la qual anomenà crioscòpia, a partir de les paraules gregues κρυóς  (kriós, que significa ‘fred’) i σκοπέω (skopeo, que significa ‘mirar’, ‘examinar’ o ‘observar’).

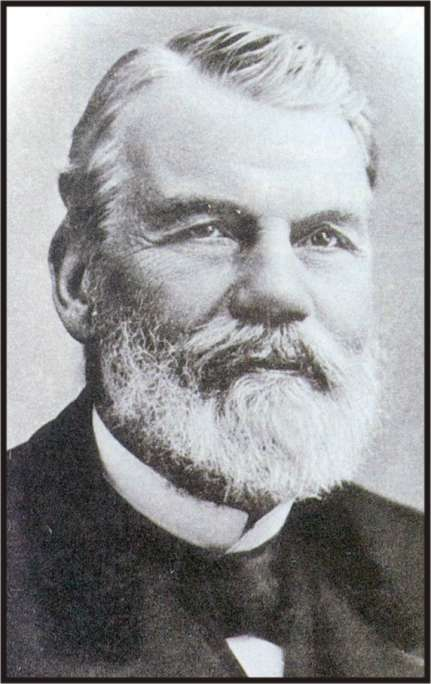
François Marie Raoult
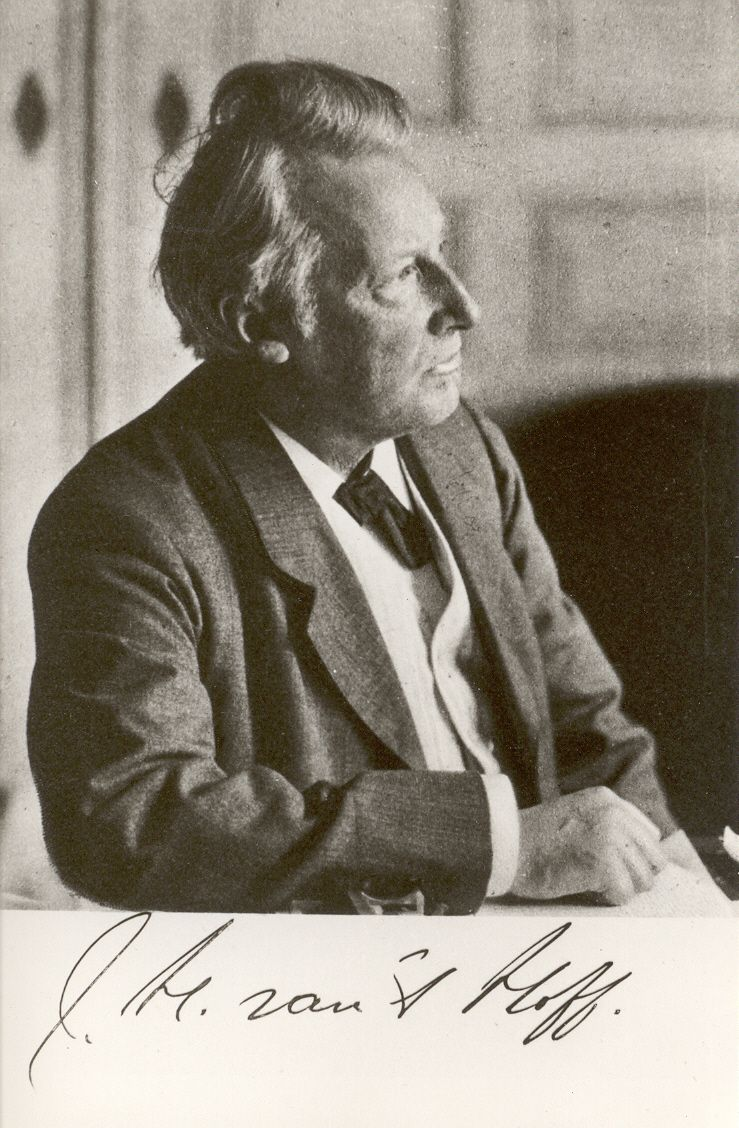
Jacobus Henricus van 't Hoff
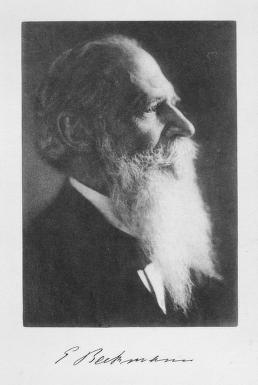
Ernst Otto Beckmann

## El perquè del descens crioscòpic

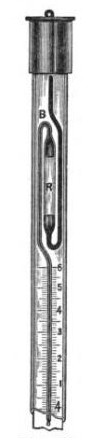
Termòmetre diferencial de Beckmann

El descens crioscòpic es pot explicar fàcilment si ens fixem en la variació d'entropia que es produeix durant el canvi de fase.
Per una banda, l'entropia és una mesura del desordre d'un sistema. Així, un sòlid pur està més ordenat que un líquid pur, i aquest té més entropia (més desordre). El desordre és a causa que les partícules (molècules, àtoms o ions) d'un sòlid ocupen una posició fixa i només vibren al voltant d'aquesta posició. Per contra, en un líquid les partícules estan en moviment i no tenen una posició determinada. Una dissolució líquida té més desordre que un líquid pur, ja que a la dissolució, a més de les partícules del dissolvent en moviment, també hi ha les partícules del solut en moviment, la qual cosa fa que el sistema sigui més desordenat. És evident que si anem a comprar fruita i trobem una caixa només amb peres i una altra amb peres i dues taronges, aquesta està més desordenada que la que conté exclusivament peres. Doncs a les dissolucions passa el mateix. Podem ordenar els sistemes de més a menys entropia:
{\displaystyle S_{\rm {dis}}>S_{\rm {l}}^{*}>S_{\rm {s}}^{*}\,}
La variació d'entropia que es produeix durant un canvi d'estat, de líquid a sòlid en el nostre cas, ve acompanyat d'una variació d'entropia (diferència d'entropia entre els estats final i inicial). En el cas d'un dissolvent pur la variació correspon a la diferència d'entropia entre el dissolvent sòlid i el dissolvent líquid i li direm ∆fS*, i en el cas d'una dissolució la variació d'entropia és la diferència entre l'entropia del dissolvent sòlid i la dissolució, i li podem dir ∆fS. Aquesta última és superior a l'anterior perquè la dissolució té més entropia que el dissolvent líquid. Per tant:
{\displaystyle \Delta _{\rm {f}}S^{*}<\Delta _{\rm {f}}S\,}
Per una altra banda, la congelació és una transició de fase de primer ordre, és a dir, té lloc amb una variació brusca d'entropia de forma pràcticament reversible a la temperatura i pressió d'equilibri. Així, es pot relacionar la variació d'entropia que s'hi produeix amb l'entalpia de canvi de fase (calor latent), ∆fH, i la temperatura, Tf, segons l'equació:
{\displaystyle \Delta _{\rm {f}}S={\frac {q_{\rm {rev}}}{T}}={\frac {\Delta _{\rm {f}}H}{T_{\rm {f}}}}}
Com que la variació d'entalpia, ∆fH, és constant, tant en el pas del dissolvent líquid a sòlid com del dissolvent de la dissolució a sòlid, tenim que si la variació d'entropia és major en el cas de la dissolució, la temperatura de canvi de fase haurà de ser menor perquè el segon membre de la igualtat augmenti per igualar la major variació d'entropia de la congelació del dissolvent de la dissolució. Matemàticament es demostra fàcilment:
{\displaystyle \Delta _{\rm {f}}S^{*}<\Delta _{\rm {f}}S\,}
{\displaystyle {\frac {\Delta _{\rm {f}}H}{T_{\rm {f}}^{*}}}<{\frac {\Delta _{\rm {f}}H}{T_{\rm {f}}}}}
{\displaystyle T_{\rm {f}}<T_{\rm {f}}^{*}\,}
Per tant, les temperatures de congelació de les dissolucions són sempre menors que les del dissolvent pur a causa que la dissolució té més entropia, més desordre, que el dissolvent líquid pur. I a major concentració de solut, major desordre, major entropia a la dissolució i, per tant, menor temperatura de congelació i major descens crioscòpic.

## Equacions

### Dissolucions diluïdes de no electròlits

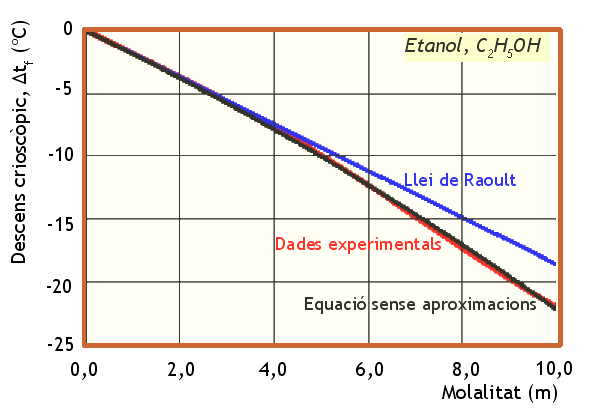
Descens crioscòpic experimentat per una dissolució aquosa d'etanol en funció de la molalitat

Raoult, de forma experimental, arribà a la següent relació pel cas del descens crioscòpic de dissolucions diluïdes amb soluts que no es dissocien (no electròlits), que s'anomena Llei de Raoult del descens crioscòpic.
{\displaystyle \Delta T_{\rm {c}}=k_{\rm {f}}\cdot b}
on:
- ΔTc és la diferència entre la temperatura de congelació del dissolvent pur i la temperatura de congelació de la dissolució.
- kf és la constant crioscòpica, una constant que és característica del dissolvent.
- i b és la molalitat del solut, és a dir els mols de solut per quilogram de dissolvent. La concentració s'expressa en molalitat perquè és més pràctic a l'hora de realitzar mesures, encara que per a ser precisos s'hauria d'expressar en funció de la fracció molar com ho demostrà Raoult.[5]

A la figura adjunta es representa el descens crioscòpic experimentat per una dissolució aquosa d'etanol en funció de la molalitat on s'observa la corba experimental en vermell i la recta que surt aplicant l'equació de Raoult (en blau) i que, pel cas de l'etanol, és vàlida fins a concentracions d'aproximadament 3 molal.

### Dissolucions diluïdes d'electròlits

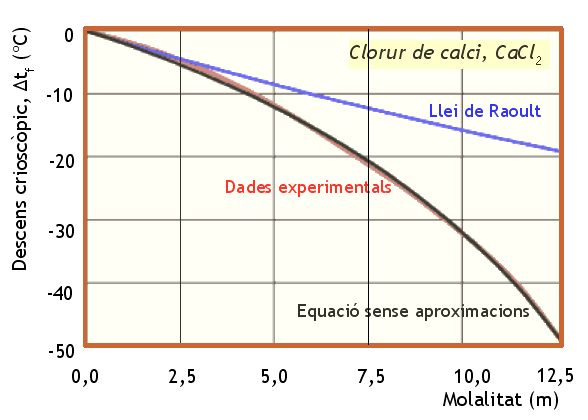
Descens crioscòpic experimentat per una dissolució aquosa de clorur de calci en funció de la molalitat

Les anomalies descobertes per Jacobus Henricus van 't Hoff, que eren excepcionalment elevades en el cas de molts d'electròlits, el conduïren a introduir l'anomenat Factor de van't Hoff. Un factor empíric simbolitzat per i i definit com el quocient entre el valor experimental de la propietat col·ligativa mitjana i el valor teòric que es dedueix amb les equacions de Raoult.
D'aquesta manera la nova equació pel descens crioscòpic prengué la forma:
{\displaystyle \Delta T_{\rm {c}}=i\cdot k_{\rm {c}}\cdot b\,}
El factor i fou explicat pel químic suec Svante August Arrhenius quan desenvolupà entre 1883 i 1887 la teoria de la dissociació electrolítica, segons la qual les molècules dels electròlits es dissocien en major o menor extensió en ions carregats elèctricament, capaços de transportar el corrent elèctric, i existint un equilibri entre les molècules no dissociades i els ions. Per tant, en dissolució hi ha més partícules que les que s'han dissolt, ja que aquestes es rompen, es dissocien, en parts més petites. El descens crioscòpic, com les altres propietats col·ligatives, depèn del nombre total de partícules en dissolució, de manera que en una dissolució d'electròlits tindrem més partícules que les dissoltes, les quals s'han de tenir en compte per a calcular la molalitat total. Per exemple, podem suposar un electròlit binari com el clorur de calci, CaCl₂, el qual assoleix l'equilibri de dissociació en aigua segons la següent equació:
{\displaystyle {\ce {CaCl2 <=> Ca^2+_{(aq)}{}+ 2 Cl^{-}_{(aq)}}}}
En dissolució, per tant, hi ha més partícules que les dissoltes inicialment perquè part d'aquestes s'han dissociat en ions. A la figura s'observa que les dades experimentals es desvien molt de la predicció de la Llei de Raoult.

### Dissolucions reals

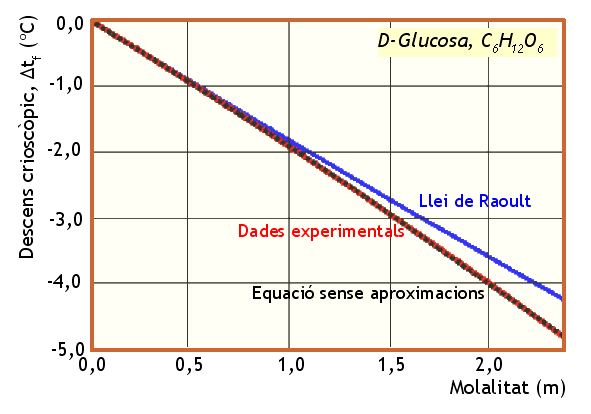
Descens crioscòpic experimentat per una dissolució aquosa de D-glucosa en funció de la molalitat

La fórmula de Raoult del descens crioscòpic només dona valors iguals als experimentals quan les dissolucions són molt diluïdes. Per aplicar-la a dissolucions reals, on la concentració és major, cal emprar una equació que s'obté en la demostració termodinàmica abans de simplificar-la i substituint en ella la fracció molar del dissolvent per l'activitat del dissolvent (o bé el producte del coeficient d'activitat per la fracció molar):
{\displaystyle \int _{1}^{a_{1}^{x}}\mathrm {d} \ln a_{1}^{x}=\int _{T_{\rm {f}}^{*}}^{T_{\rm {f}}}{\frac {\Delta _{\rm {f}}H}{RT^{2}}}\,\mathrm {d} T}
La primera part és una integral directe i per resoldre la segona integral cal posar l'entalpia en funció de la temperatura. Amb aquesta equació s'obtenen corbes (en negre als gràfics d'aquest article) que coincideixen molt bé amb els valors experimentals (en vermell als gràfics d'aquest article).
Si es negligeix la dependència de l'entalpia amb la temperatura la integral resulta:
{\displaystyle \ln a_{1}^{x}={\frac {\Delta _{\rm {f}}H}{R}}\left({\frac {1}{T_{\rm {f}}^{*}}}-{\frac {1}{T_{\rm {f}}}}\right)}

## El descens crioscòpic a la natura

### L'aigua dels oceans

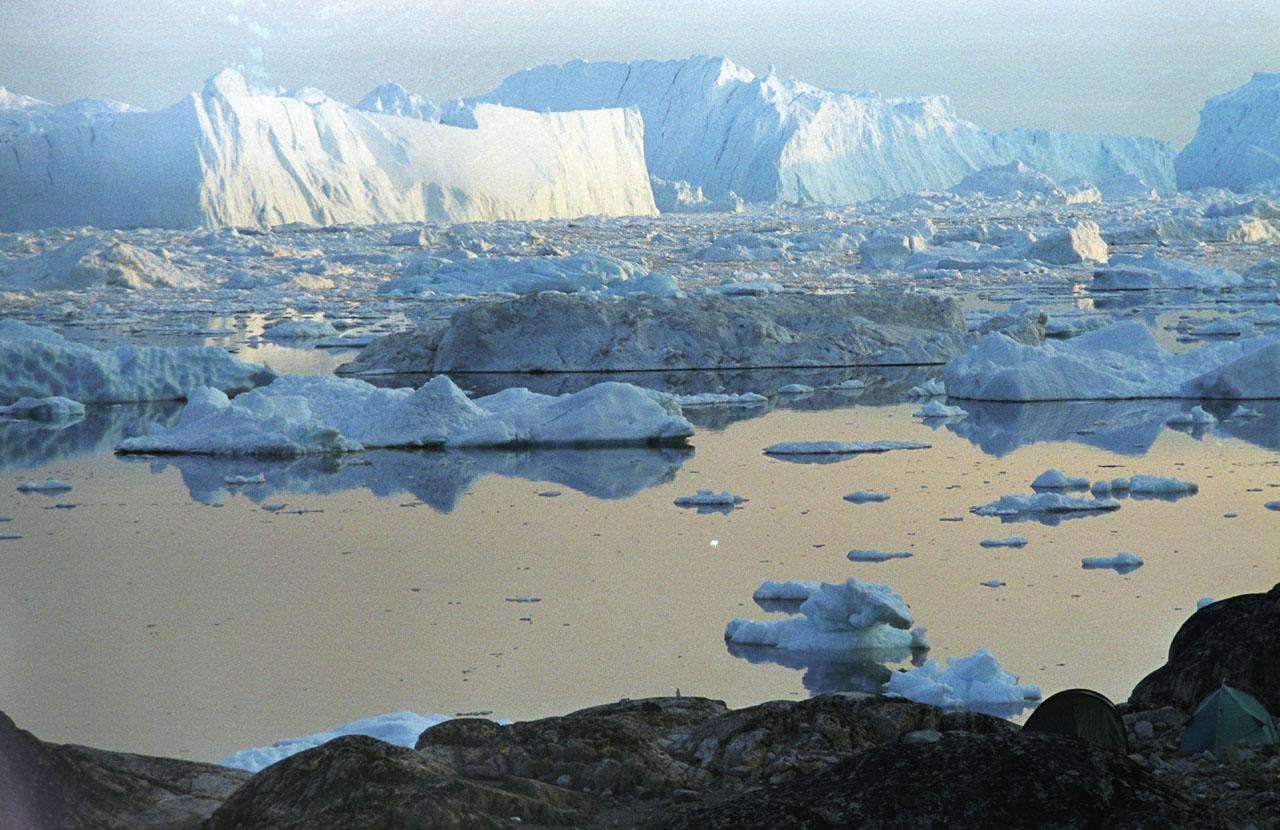
Aigua líquida sota zero

L'aigua dels oceans Àrtic i Antàrtic durant els respectius hiverns arriba a baixar fins a temperatures de diversos graus sota zero, fins a un mínim de –2 °C. L'aigua que està en contacte amb l'aire assoleix temperatures molt més baixes i es congela. L'aigua líquida que queda per sota no assoleix temperatures tan baixes, però si que està un o dos graus sota zero. La raó per la qual segueix estant en estat líquid és la concentració de sals dissoltes (uns 35 g de sals, majoritàriament clorur de sodi, per quilogram d'aigua) que disminueixen la temperatura de congelació de l'aigua de mar.
Podem fer un càlcul aproximat de fins a quina temperatura pot mantenir-se l'aigua de mar sense congelar-se. Suposant que totes les sals són clorur de sodi, NaCl, i que la concentració és de 35 g per quilogram de dissolvent, tindrem una molalitat b de:
{\displaystyle b={\frac {m_{2}/M_{2}}{m_{1}}}={\rm {{\frac {\frac {35\,g}{58,5\,g/mol}}{1\,kg}}=0,598\;mol/kg}}}
Com que el clorur de sodi és un electròlit fort suposarem que està completament dissociat i el coeficient de van't Hoff val 2 (en realitat el valor serà inferior, al voltant d'1,8). Sabent que la constant crioscòpica de l'aigua val 1,86 °C·kg/mol podem calcular ja el descens crioscòpic:
{\displaystyle \Delta T_{\rm {c}}=i\cdot k_{f}\cdot b=2\cdot 1,86\cdot 0,598=2,2{\rm {{}^{\circ }C}}}
Per tant, l'aigua de mar pot estar fins a 2,2 °C sota zero sense congelar-se.

### Éssers vius amb anticongelants

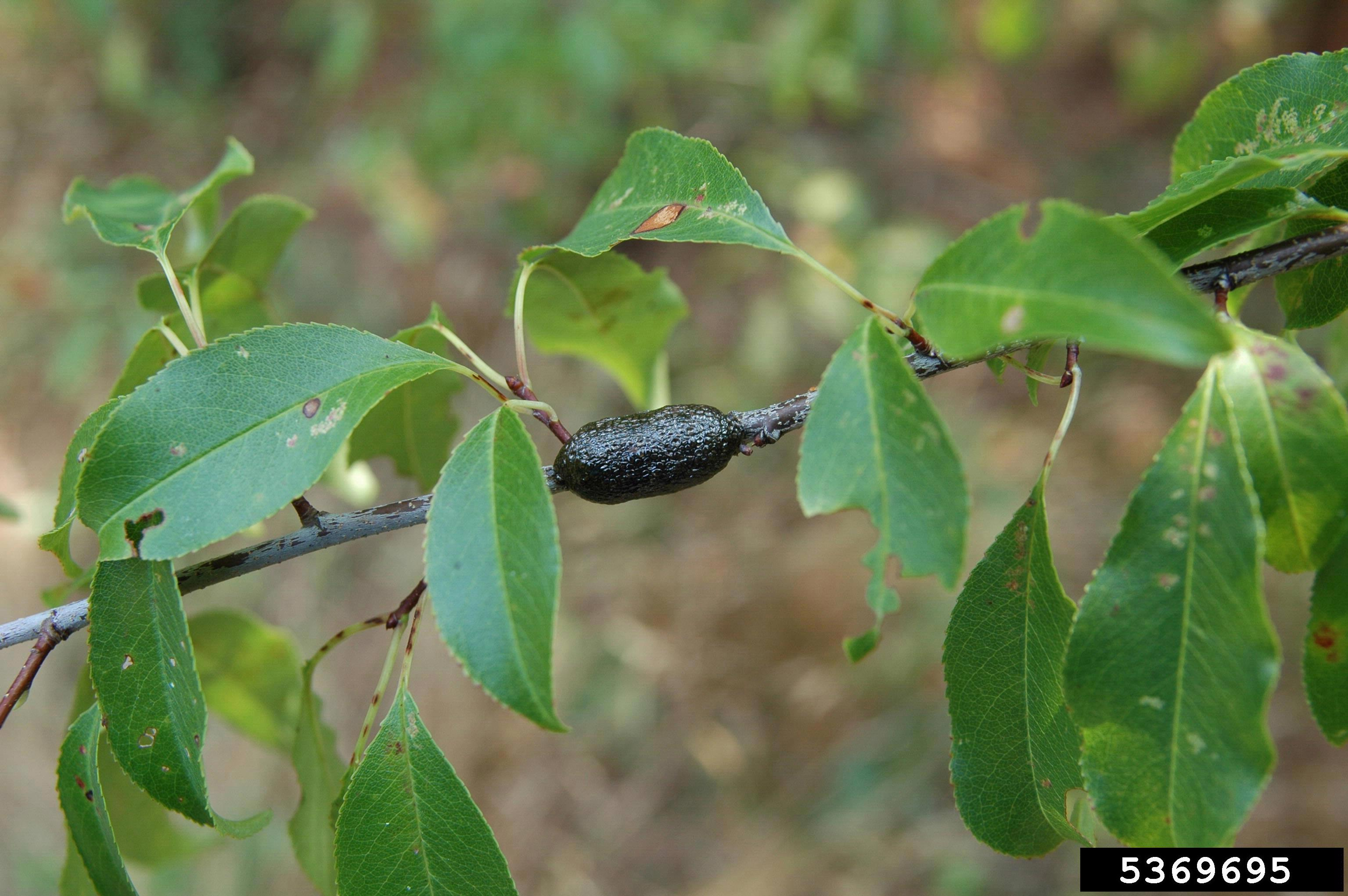
Ous de Malacosoma americanum

Alguns animals eviten la congelació emprant anticongelants fisiològics. Es tracta de soluts elaborats o incorporats als líquids corporals durant les estacions fredes amb la qual cosa incrementen la concentració total de soluts i redueixen la temperatura de congelació. Molts insectes, per exemple, produeixen elevades concentracions de glicerol, sorbitol o manitol durant l'hivern. És el cas de les larves d'hivern de Bracon cephi que tenen temperatures de congelació de fins a -17 °C durant l'hivern, mentre que els individus d'estiu assoleixen -1 °C. Les concentracions de glicerol en els seus líquids corporals pot arribar a un valor d'entre 4 i 5 molal. També els ous d'hivern de l'eruga Malacosoma contenen glicerol en una quantitat de l'ordre del 35% del seu pes sec.
La granota de bosc, que viu a la meitat septentrional de Nord-amèrica fins a Alaska, és capaç de prosperar en un clima subàrtic. És capaç d'hivernar congelada, utilitzant urea acumulada als teixits i glucosa emmagatzemada al fetge per limitar la quantitat de gel que es forma en el seu cos i reduir la contracció osmòtica de les cèl·lules.
A l'oceà antàrtic viuen un centenar d'espècies del gènere Notothenioidea que sintetitzen un tipus de proteïnes anticongelants, que es dissolen dins la sang, i els permeten viure a temperatures de fins a -1,8 °C. Aquestes proteïnes tenen un mecanisme de funcionament diferent al del descens crioscòpic amb una efectivitat d'unes 500 vegades superior. Sembla que s'adhereixen als nuclis de cristal·lització del gel que es formen en un principi i n'impedeixen el seu posterior creixement.

## Aplicacions

### Científiques

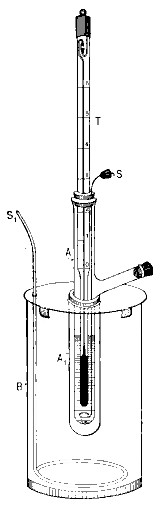
Calorímetre de Beckmann.

L'equació del descens crioscòpic de Raoult resulta molt útil per a la determinació de masses moleculars de soluts. Conegudes les propietats del dissolvent, a partir del descens crioscòpic es dedueix la molalitat i, a partir d'aquesta, si es coneix la massa del solut dissolta per quilogram de dissolvent, es pot obtenir la massa molecular del solut. Aquesta tècnica s'anomena crioscòpia i només cal un termòmetre que permeti apreciar la centèsima de grau en la zona de la temperatura de congelació per aconseguir bons resultats. Les determinacions s'han de fer a diferents concentracions i extrapolar els resultats a dilució infinita, ja que només en aquestes condicions es compleix l'equació de Raoult
{\displaystyle \Delta T_{c}=k_{f}\cdot b=k_{f}\cdot {\frac {n_{2}}{m_{1}}}=k_{f}\cdot {\frac {m_{2}/M_{2}}{m_{1}}}}
on el subíndex 1 correspon al dissolvent i el 2 al solut. n₂ són el nombre de mols de solut, m₂ és la massa del solut expressada en grams, M₂ és la massa molecular del solut, i m1 és la massa del dissolvent en quilograms. Aïllant M₂ queda:
{\displaystyle M_{2}={\frac {k_{f}\cdot m_{2}}{\Delta T_{c}\cdot m_{1}}}}
Una altra aplicació científica de la crioscòpia és la determinació d'activitats de dissolvents i de soluts, tant no electròlits com electròlits. A partir de l'equació del descens crioscòpic per a dissolucions reals es pot obtenir directament l'activitat del dissolvent que es pot relacionar amb les activitats del solut emprant l'equació de Gibbs-Duhem.

### Anticongelants

Estructura de l'etilenglicol

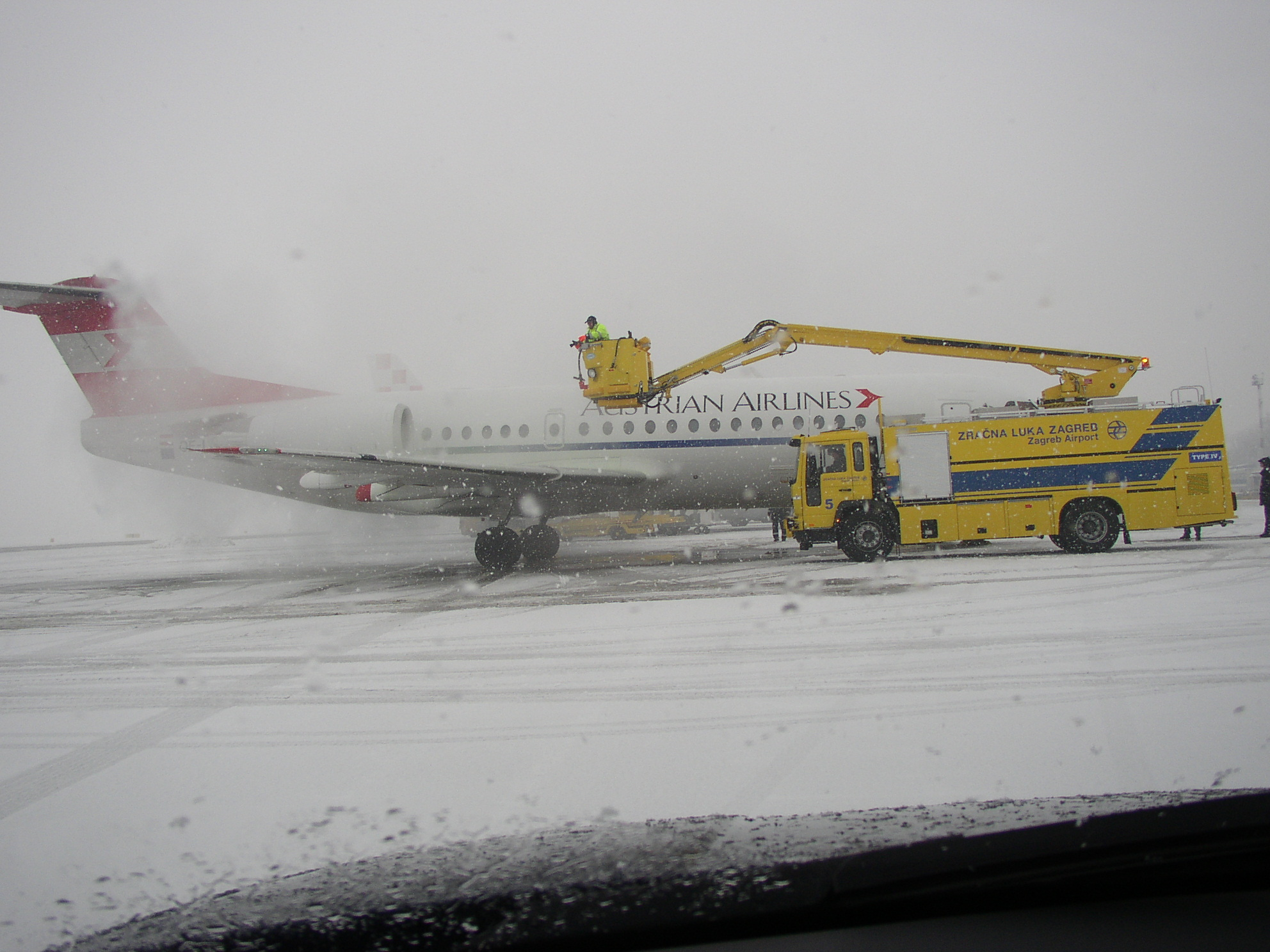
Eliminació del gel d'un avió mitjançant una dissolució anticongelant.

La disminució de la temperatura de congelació d'un dissolvent per la presència d'un solut s'empra per evitar la solidificació de l'aigua de refrigeració en els motors de combustió. En les regions fredes on la temperatura durant l'hivern baixa sota els 0 °C, s'afegeixen determinades substàncies a l'aigua de refrigeració per rebaixar-ne la seva temperatura de congelació i evitar que es congeli, ja que si això passa, l'augment de volum del gel pot rebentar el sistema refrigerador. Les sals molt solubles en aigua, com ara el clorur de calci, podrien ser apropiades, ja que una dissolució amb un 30,5% de CaCl₂ congela a -50 °C. Tanmateix no poden emprar-se perquè corroeixen els metalls. Com a anticongelants s'empren dissolucions d'etanol, d'etilenglicol o de glicerina, ja que les seves dissolucions al 36,5% en pes, 39% en volum i 44,4% en pes, respectivament, congelen a partir de -25 °C. Si es vol baixar més la temperatura de congelació s'empren dissolucions de glicerina al 58% que congelen a -50 °C. El més emprat és l'etilenglicol. En els circuits de refrigeració de panells d'energia solar l'anticongelant que s'empra actualment és el propilenglicol.
El descens crioscòpic també s'utilitza per eliminar capes de gel a les carreteres, autopistes i pistes d'aeroports. Cal només llançar damunt d'aquestes plaques clorur de sodi, NaCl, o clorur de calci, CaCl₂, amb la qual cosa es rebaixa la temperatura de congelació i les plaques de gel es fonen. Un avantatge del clorur de calci és que, quan es dissol, allibera gran quantitat de calor que ajuda a fondre més gel. També l'etilenglicol s'empra per eliminar capes de gel formades sobre els avions.
En el camp de la construcció, s'empren anticongelants amb els formigons en llocs on les temperatures són molt baixes i congelarien l'aigua. No se'n poden utilitzar grans quantitats perquè poden donar problemes de corrosió. Els anticongelants que es fan servir són sals, normalment el clorur de calci, CaCl₂, que en una proporció del 2% redueix la temperatura de congelació a -5 °C.
| Dissolucions anticongelants d'etilenglicol |                           |      |      |      |      |      |       |       |       |       |       |
| Etilenglicol (% en volum)                  | Etilenglicol (% en volum) | 5    | 10   | 15   | 20   | 25   | 30    | 35    | 40    | 45    | 50    |
| T de congelació (°C)                       | T de congelació (°C)      | –1,1 | –2,2 | –3,9 | –6,7 | –8,9 | –12,8 | –16,1 | –20,6 | –26,7 | –33,3 |

### Control de qualitat industrial

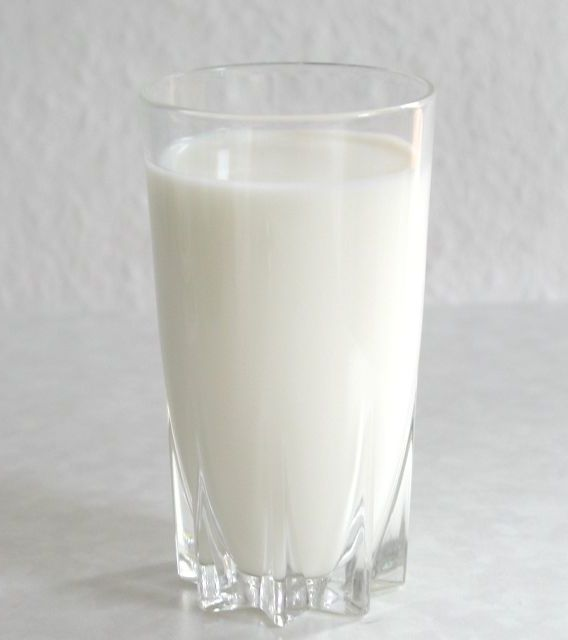
Got de llet

El descens crioscòpic s'empra en la indústria per a determinar masses moleculars de productes químics fabricats, de la mateixa manera que es fa en les aplicacions científiques.
També s'utilitza per controlar la qualitat de líquids. La magnitud del descens crioscòpic és una mesura directa de la quantitat total d'impureses que pot tenir un producte: a major descens crioscòpic, més impureses conté la mostra analitzada.
En la indústria agroalimentària, s'aprofita per detectar adulteracions de la llet. La llet pot ser adulterada afegint quantitats d'aigua sense que s'observi a simple vista. Per detectar si s'ha afegit aigua, es realitza una determinació de la seva temperatura de congelació que, en general, varia molt poc i està al voltant dels -0,555 °C (entre 0,530 °C i 0,575 °C) per a la llet de vaca i 0,580 °C per a les llets de cabra i ovella. Les variacions depenen de l'estació (és menor durant l'hivern) i els continguts de sals en l'alimentació. Ja que les temperatures de congelació són característiques, dins d'un marge de valors molt estret, si s'afegeix aigua, es dilueix la llet, la concentració de soluts disminueix i la temperatura de congelació augmenta segons l'equació de Raoult, amb la qual cosa pot ser detectada l'adulteració mitjançant mesures del descens crioscòpic.

### Anàlisis clíniques
Existeixen múltiples aplicacions analítiques del descens crioscòpic dels líquids corporals (sang, orina, llàgrimes, etc.). Per a realitzar aquestes determinacions s'empren uns aparells automatitzats que s'anomenen crioscops o osmòmetres de punt de congelació i permeten detectar en molt poc temps variacions de mil·lèsimes de descens crioscòpic.
La prova d'osmolalitat (concentració total de partícules) de l'orina es practica per mesurar la concentració de partícules de l'orina (urea i creatinina principalment). El resultat major dels valors normals pot indicar condicions tals com la malaltia d'Addison, insuficiència cardíaca congestiva i xoc. Les mesures inferiors als valors normals poden indicar aldosteronisme, diabetis insípida, excessiva ingesta de líquids, necrosi tubular renal o pielonefritis severa.
L'osmolalitat mesurada al sèrum sanguini depèn principalment del catió sodi, Na+, i en menor mesura de la glucosa i de la urea. El marge de valors normals és de 280-303 mOsm/kg. Si augmenta la glucosa sanguínea (hiperglucèmia present a la diabetis) o la urea (patologies del ronyó) el seu valor pot ser significatiu. Els tòxics com ara el metanol, l'isopropanol, l'etilenglicol, el propilenglicol i l'acetona, i fàrmacs com l'àcid acetilsalicílic poden afectar l'osmolalitat. Aquest assaig permet determinar, quan els valors són superiors dels normals, deshidratació, diabetis insípida, hiperglucèmia, hipernatrèmia, consum de metanol, consum d'etilenglicol, necrosi tubular renal, accident cerebrovascular o traumatisme cranial que ocasiona deficiència de HAD (diabetis insípida) i urèmia. I quan els valors estan per sota dels normals: ingesta excessiva de líquids, hiponatrèmia, sobrehidratació, síndromes paraneoplàsiques associades amb el càncer pulmonar i la síndrome de secreció inadequada de HAD.

## Deducció termodinàmica
A partir de consideracions termodinàmiques, es pot deduir l'equació de Raoult que ell va aconseguir experimentalment i s'obté, també, una expressió per calcular les constants crioscòpiques, kf, dels dissolvents que és:
{\displaystyle k_{\rm {f}}={\frac {R(T_{\rm {f}}^{*})^{2}M_{1}}{1000\cdot \Delta _{\rm {f}}H}}}
on M1 és la massa molecular del dissolvent, Tf* la temperatura de congelació del dissolvent pur, R la constant dels gasos i ∆Hf l'entalpia de fusió.

## Constants crioscòpiques
A la següent taula hi ha valors de temperatures de congelació i de constants crioscòpiques, kf, expressades en °C·kg·mol-1, de diferents dissolvents.
Els valors s'han d'analitzar emprant l'expressió obtinguda en la deducció termodinàmica de la constant crioscòpica:
{\displaystyle k_{f}={\frac {R\cdot (T_{f}^{*})^{2}\cdot M_{1}}{1000\cdot \Delta H_{f}}}}
Les constants crioscòpiques seran elevades si ho són les temperatures de congelació i les masses molars, ja que són directament proporcionals. És el cas del fenol que té una temperatura de congelació de 40 °C que fa que la seva constant crioscòpica sigui elevada. L'aigua, per contra, té una massa molar baixa, la menor de tots els dissolvents de la taula, i això dona lloc a una constant crioscòpica baixa, la menor de la taula.
En canvi les constants crioscòpiques seran elevades si les entalpies de fusió són baixes. Aquest és el cas de dissolvents com el ciclohexà i el ciclohexanol que tenen entalpies de fusió baixes, la qual cosa dona valors molt elevats de les seves constants crioscòpiques. La dietanolamina té una entalpia de fusió molt alta que compensa els elevats valors de la massa molar i de la temperatura de congelació, i d'això resulta que la dietanolamina té un valor mitjà de la constant crioscòpica.

## Comparació amb l'augment ebullioscòpic
Per a una mateixa dissolució la magnitud del descens crioscòpic és major que la de l'augment ebullioscòpic, la qual cosa fa que el primer sigui més emprat alhora de determinacions de masses moleculars o d'altres determinacions analítiques. La raó d'aquesta diferència la trobem a les diferències d'entalpies de fusió i de vaporització del dissolvent. Les entalpies de vaporització del dissolvent són sempre més elevades que les seves entalpies de fusió i, com que a les expressions de les constants crioscòpica i ebulloscòpica les entalpies estan en el denominador, s'obtenen valors de les constants menors per a entalpies majors. Les temperatures d'ebullició del dissolvent són sempre majors que les de congelació, però la seva influència, situades al numerador i al quadrat, no aconsegueix compensar la de les entalpies.
{\displaystyle k_{f}={\frac {R\cdot (T_{f}^{*})^{2}\cdot M_{1}}{1000\cdot \Delta H_{f}}}}
{\displaystyle k_{b}={\frac {R\cdot (T_{b}^{*})^{2}\cdot M_{1}}{1000\cdot \Delta H_{v}}}}
Per tant, si les entalpies de vaporització són majors que les de fusió, les constants ebullioscòpiques seran menors que les constants crioscòpiques per a un mateix dissolvent. Per això, per a una mateixa dissolució s'obtindran descensos crioscòpics majors que els augments ebullioscòpics perquè la constant crioscòpica és major que l'ebullioscòpica.